# Částkov (Zlín)
Částkov é uma comuna checa localizada na região de Zlín, distrito de Uherské Hradiště.